# Azatamut
Azatamut – wieś w Armenii, w prowincji Tawusz. W 2011 roku liczyła 2513 mieszkańców.